# Marijke Gémessy

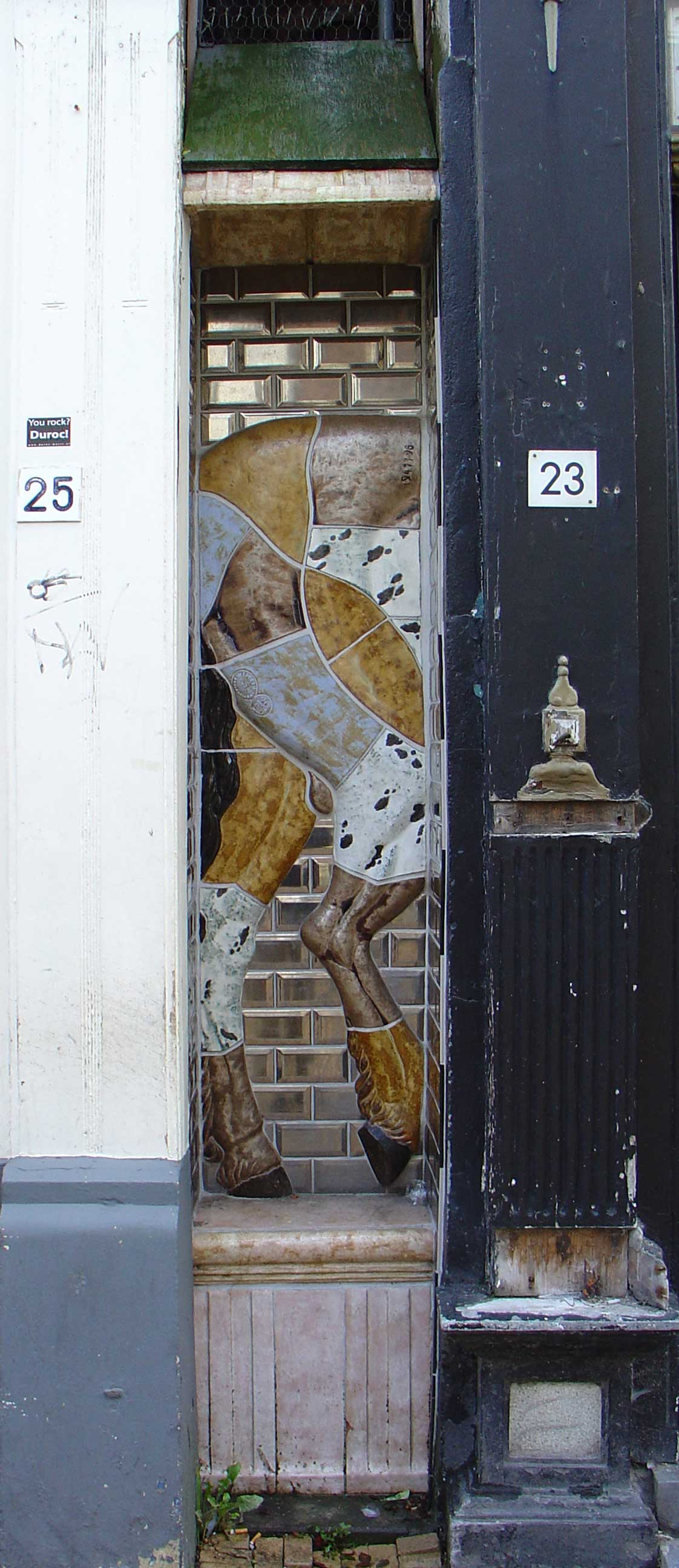
Het voorgesneden paradepaard (1997), Folkingestraat, Groningen

Marijke Gémessy (Den Haag, 3 april 1944) is een Nederlandse beeldend kunstenaar.

## Leven en werk
Maria Anna Agnes Krapels-Gémessy, opgeleid aan de Koninklijke Academie van Beeldende Kunsten in Den Haag, ontwikkelde zich tot een veelzijdig kunstenaar: graficus, beeldhouwer en keramist. Zij is lid van de kunstenaarsvereniging Pulchri Studio in Den Haag. Buiten Nederland is zij werkzaam geweest in Tsjechië en Turkije. Voor het project Verbeeld verleden in de Groninger Folkingestraat, maakte zij een keramisch reliëf, als herinnering aan de Joodse bewoners, die hier voor de Tweede Wereldoorlog woonden.
In het buitenland exposeerde Gémessy onder meer in Parijs, Sevilla, Istanbul, Praag, Wenen en Turijn.

## Werken (selectie)
- Monumentaal kunstwerk (2005), Ketelstraat, Den Haag (met Theo ten Have)
- Castra Falcon (1998), Maarsenbroek
- Het voorgesneden paradepaard (1997), Groningen
- Lapachtige beesten (1986), Den Haag
- Miss Etam (1978), Zoetermeer

### Monografie
- Put, Roos van der en Hillebrand, Benno Marijke Gémessy, klei door de aderen, deel 19 in de serie Haags Palet